# オマル・アブドゥル・ラッザーク
オマル・アブドゥル・ラッザーク（ディベヒ語: ޢުމަރު ޢަބްދުއްރައްޒާޤު、英語: Omar Abdul Razzak）は、モルディブの外交官、大使、高等弁務官。西オーストラリア州パースのエディスコーワン大学（ECU）出身。
2019年1月20日、イブラヒム・モハメド・ソリ大統領により在スリランカ大使に指名される。同年2月1日、赴任先のスリランカでマイトリーパーラ・シリセーナ大統領に信任状を捧呈した。ラッザークが在スリランカ大使として在任中の2020年2月1日、モルディブが英連邦に再加盟、これによりラッザークの肩書は、通常の国同士が交換する大使から英連邦同士の国が交換する高等弁務官となった。